# کوه قرمزی
کوه قرمزی،این کوه با ارتفاع ۱۷۷۰ متر در ۳ کیلومتری غرب روستای زالی. و در کلاته تجری سفلی واقع شده‌است. این کوه به دلیل ساختار خاک رسی متمایل به قرمز به این نام کوه قرمز یا تل قرمز معروف می‌باشد و پوشش گیاهی آن شامل کنگر، خشکر، شلغمک هندی و... است. ساختار داخلی این کوه به گونه‌ای است که باجذب آب در زمستان و پس دادن آن به صورت چشمه در دامنه جنوبی است که امروزه این چشمه معروف به چشمه عباس است که در فصل بهار به مدت دوماه دارای آب بوده و به همین دلیل در اردیبهشت ماه منظره جالبی از گل و گیاه در پیرامون این چشمه دیده می‌شود.